# Иннокентий (Солодчин)
Епископ Иннокентий (в миру Иван Васильевич Солодчин; 1842, Малеево, Рязанская губерния — 23 октября 1919, Москва) — деятель Русской православной церкви, епископ Приамурский и Благовещенский.

## Биография
Родился в 1842 году в семье священника села Малеевского Касимовского уезда Рязанской губернии, переместившегося в Сибирь.
Первоначальное образование получил в Томском духовном училище, затем успешно окончил Томскую духовную семинарию.
В 1863 году поступил в Санкт-Петербургскую духовную академию, которую оставил на третьем курсе и поступил в Алтайскую духовную миссию, где был учителем Улалинского миссионерского училища.
16 февраля 1874 года перемещён в Забайкальскую миссию при Кударинском стане.
30 ноября 1875 года пострижен в монашество, а 7 декабря рукоположен в сан иеромонаха.
21 мая 1876 года, будучи иеромонахом, получил Тарбагатайский миссионерский стан-приход.
В 1878 году был переведен к Крестовой архиерейской церкви духовником ставленников.
С 25 февраля 1880 года — заведующий Катандинским миссионерским станом.
С 28 февраля 1885 года — духовник Томской духовной семинарии. В этой должности получил сан игумена в 1889 году.
С 19 сентября 1890 года — помощник начальника Алтайской миссии.
В бытность свою миссионером он обратил в христианство двадцать пять человек из язычников, пять человек из магометан и присоединил из раскола более сорока человек.
В 1893 году возведён в сан архимандрита.
С 7 апреля 1894 года — епархиальный наблюдатель церковных школ Томской епархии.
В 1897 году уволен от должности наблюдателя.
С 31 августа 1898 года — настоятель Томского Алексеевского монастыря.
9 февраля 1899 года хиротонисан во епископа Приамурского. Хиротония состоялась в Томске. Чин хиротонии совершали епископы Томский Макарий и Забайкальский Мефодий. 11 мая 1899 прибыл в Благовещенск.
24 сентября 1900 года уволен на покой.
С 1902 года — управляющий Херсонесским Владимирским монастырем Таврической епархии.
30 января 1906 года назначен управляющим Свияжского Успенского Богородицкого монастыря Казанской епархии.
28 апреля 1909 года перемещен снова в Херсонесский Владимирский монастырь.
2 мая 1915 года освобожден, согласно прошению, от управления монастырём и определён на жительство в Покровский монастырь Московской епархии. Есть сведения, что был в схиме с именем Иоанн.
Скончался 23 октября 1919 года. Погребён в нижнем храме Рождества Богородицы херсонесского Владимирского собора.